# Zecchini Editore
Zecchini Editore è una casa editrice nata nel 1997 a Varese con l'intento di far conoscere la musica classica attraverso i libri.

## Storia
Nasce nel 1974 come «Linotipia Zecchini», fondata da Nicolino e Caterina Zecchini, poi studio di impaginazione libri e, infine, redazione specializzata in testi di musica.
La linea editoriale della Zecchini Editore si distingue con le pubblicazioni scientifiche di musicologia, traduzioni di testi antichi e approcci divulgativi alla musica con un'attenzione particolare alle discografie.
Dal 1999 pubblica "Musica", rivista di cultura musicale e discografica, fondata nel 1977 da Umberto Masini. MUSICA ha rappresentato l'Italia nella giuria dei Midem Classical Awards a Cannes. Ora fa parte, sempre come rappresentante per l'Italia, degli ICMA (International Classical Music Awards), importanti e prestigiosi premi internazionali destinati alle etichette discografiche e ai personaggi della musica classica.
Nel 2011 la Zecchini Editore pubblica l'epistolario completo della famiglia Mozart Tutte le Lettere di Mozart (dal 1755 al 1791), Il Diario di Nannerl Mozart, la Biografia di Wolfgang Amadeus Mozart di Georg Nikolaus Nissen e Mozart. Le cronache, la biografia mozartiana in oltre duemila documenti dal 1756 al 1792: scritti importantissimi sia per la musicologia che per gli appassionati di musica.

## Autori che hanno pubblicato per la Zecchini
- Lorenzo Antinori
- Misha Aster
- Marco Beghelli
- Olivier Bellamy
- Umberto Berti
- Federico Bianchessi Taccioli
- Vincenzo Ramon Bisogni
- Claudio Bolzan
- Massimiliano Broglia
- Piero Buscaroli
- Alberto Cantù
- Carla Maria Casanova
- Gabriele Cassone
- Luca Ciammarughi
- Guido Facchin

- Felice Todde
- Guido Corti
- Giorgio De Martino
- Oriano De Ranieri
- Guido Facchin
- Luciano Feliciani
- Cord Garben
- Gianni Gori
- James F. Green
- Francesco Libetta
- Luigi Inzaghi
- Maria Gabriella Mariani
- Andrea Macinanti
- Mario Marzi
- Fabrizio Meloni
- Maurizio Modugno
- Antonio Montinaro

- Alessandro Mormile
- Marco Murara
- Aldo Nicastro
- Cesare Orselli
- Paolo Petronio
- Gianfranco Plenizio
- Sergio Ragni
- Piero Rattalino
- Anna Rastelli
- Eduardo Rescigno
- Audrey Roncigli
- Francesco Sfilio
- Roberto Diem Tigani
- Alberto Triola
- Sergio Vartolo
- Alessandro Zignani

## Collane
Le collane edite da Zecchini Editore:
- I Racconti della Musica
- L'Espressione della Musica
- Musica e Storia
- Personaggi della Musica
- Documenti della Musica
- Grandi Direttori
- Grandi Pianisti
- Grandi Scenografi
- Grandi Violinisti
- Grandi Voci
- I Quiz della Musica
- Jazz
- Il Calamaio Musicale
- Le Guide Zecchini
- Novecento
- Compositori